# Dimas Aliaga Castro
Dimas Rudy Aliaga Castro (nacido en Chilca, Huancayo, 18 de mayo de 1961 -  ) es un administrador y político peruano. Fue dos veces alcalde provincial de Huancayo.

## Biografía
Dimas Aliaga realizó sus estudios escolares en la Gran Unidad Escolar Santa Isabel de Huancayo, para continuar en el Colegio Militar Leoncio Prado.  Entre marzo de 1979 a diciembre de 1986, estudió Ciencias Administrativas en la Universidad de Lima, y entre 2003 a 2005 hizo estudios de Maestría en Finanzas en la Universidad del Pacífico.  
Formando parte del movimiento en el Frente Vecinal Independiente fue candidato a la alcaldía de Huancayo en las elecciones de 1998 siendo electo para el periodo 1999 - 2002. Luego fundó la agrupación Caminemos juntos por Huancayo. siendo su Presidente de agosto de 2002. Tentó la reelección en las elecciones del 2002 con su partido Caminemos Juntos sin obtener el triunfo, también tentó el Congreso de la República con Fujimori.
En las elecciones municipales de Huancayo de 2010 postuló nuevamente a la alcaldía de Huancayo por la Alianza Regional Junín Sostenible y era elegido para el periodo 2011-2014. Participó en las elecciones del 2018 como candidato a la alcaldía pero quedó en segundo lugar detrás de Henry López Cantorín.
En las elecciones regionales del 2022 postuló a la gobernaduría de la región Junín por el movimiento Caminemos Juntos por Junín quedando en segundo lugar con el 23.824% de los votos tras el electo Zósimo Cárdenas Muje.